# Збіса бос
«Збіса бос» або «Пекельний бос»(англ. Helluva Boss) – американський дорослий анімаційний вебсеріал, за авторством Вів'єн Медрано (VivziePop). Сюжет обертається довкола пригод співробітників «БІС» - Бюро Ідеальних Страт (в іншому перекладі: «ПНВ» - Професіонали Негайного Вбивства),(оригінал: I.M.P. - Immediate Murder Professionals) у пеклі. Пілотий випуск вийшов 25 листопада 2019 року, а перший епізод першого сезону  від студії SpindleHorse Toons вийшов 31 жовтня 2020 року. Перший сезон був ексклюзивно випущений на YouTube-каналі Медрано, як це було і з іншими її анімаціями. 13 листопада 2021 року було підтверджено, що шоу буде продовжено на другий сезон, прем’єра якого відбулася 30 липня 2022 року.

## Сюжет
Серіал розповідає про співробітників «БІС», агенції кілерів у пеклі під керуванням біса на ім'я Бліц, та про їх різноманітні завдання. Бюро Ідеальних Страт складається з боса Блітцо (скорочено «Бліц»), подружньої пари — фахівця зі зброї Моксі та могутньої Міллі, а також секретарки — вдочереної Бліцом пекельної хортиці Лу́ни. За допомогою стародавньої книги, отриманої від Столаса із демонічного роду Ґоетія, вони отримують доступ до світу людей, аби виконувати свої завдання на замовлення демонів — померлих грішників, що опинилися у пеклі.
Шоу має відмінний від Готель Хазбін склад персонажів та іншу сюжетну лінію, хоча події і відбуваються в одному й тому ж всесвіті. Як це описує Медрано, обидва серіали хоч і мають однаковий сетинг, та Збіса Бос висвітлює «персонажів та суспільство, що вже існують у пеклі», при цьому основна увага приділяється міжособистісним стосункам між персонажами, тоді як Готель Хазбін розповідає про спокуту та наслідки.

## Епізоди
| Сезон | Епізоди                                                                    | Епізоди                                                                    | Оригінальний показ | Оригінальний показ |
| Сезон | Епізоди                                                                    | Епізоди                                                                    | Перший показ       | Останній показ     |
| ----- | -------------------------------------------------------------------------- | -------------------------------------------------------------------------- | ------------------ | ------------------ |
| 1     | 1 (пілот) - 8 - Музичне відео - "Oh Millie" (Ох Міллі)                     | 1 (пілот) - 8 - Музичне відео - "Oh Millie" (Ох Міллі)                     | 25 листопада 2019  | 24 червня 2023     |
| 2     | 12 - 4 Коротких епізода - Музичне відео - "Just look my way" (Прошу побач) | 12 - 4 Коротких епізода - Музичне відео - "Just look my way" (Прошу побач) | 30 липня 2022      | 21 грудня 2024     |

### Перший сезон (2019-2023)
| № | № в сезоні | Назва                                                   | Режисер         | Сценарій                        | Розкадровка                                                           | Дата виходу       |
| --- | ---------- | ------------------------------------------------------- | --------------- | ------------------------------- | --------------------------------------------------------------------- | ----------------- |
| 0 | 0          | Пілотний випуск                                         | Вів'єн Медрано  | Вів'єн Медрано, Брендон Роджерс | Саманта Еймс, Аманда Херд, Емі Херд, Лідія Лю                         | 25 листопада 2019 |
| Завзятий біс Блітцо та його підлеглі — Моксі, Міллі та Луна — працюють у агентстві вбивств під назвою «Бюро Ідеальних Страт» (Б.І.С.). Група обговорює, як розкачати справи після того, як вони помилково застрелили дитину на останньому завданні. Під час зустрічі члени Б.І.С. (переважно Моксі з Блітцо) сперечаються на різні теми: зокрема про те, що присутність Луни не сприяє бізнесу, реклама не є ефективною, а Блітцо переслідує Моксі та Міллі поза роботою. Передісторія частково представлена у формі спогадів, де Блітцо викрадає книгу у Столаса, ґоетіального демона пекла, після гомосексуальних зносин з ним; книга — це те, що дозволяє Б.І.С. подорожувати у світ людей, аби виконувати свої замовлення. Зрештою Б.І.С. отримують повідомлення від свого останнього клієнта, який підтверджує, що нестерпна дитина все-таки була правильною ціллю. Вони добивають її і миряться, разом розчленовуючи. Музичні теми: «I.M.P. Jingle» і «Oh Millie» (кінцеві титри) |            |                                                         |                 |                                 |                                                                       |                   |
| 1 | 1          | «Сімейка вбивць»/«Murder Family»                        | Вів'єн Медрано  | Вів'єн Медрано, Брендо Роджерс  | Саманта Амбріц, Томас Брукс, Нік Свіфт                                | 31 жовтня 2020    |
| Шкільна вчителька місіс Мейберрі дізнається, що її чоловік закрутив роман із жінкою на ім’я Марта. У пориві гніву вона вбиває чоловіка і серйозно ранить Марту, перш ніж покінчити життя самогубством. Марта виживає після нападу та отримує завдяки цій історії славу і багатство. Місіс Мейберрі, тепер демон, засуджений на пекло, наймає Б.І.С., аби убити Марту. Моксі, вважаючи її сім’ю нешкідливою та невинною, не наважується вбити Марту і саботує постріл Бліц, сповіщаючи родину про присутність Б.І.С. "Невинна сім'я" розкриває свою сутність людожерів-вбивць і нападає на бісів. Бліцо тікає, Моксі захоплюють діти, а Міллі вирубає чоловік Марти Ральфі. Раптовий дзвінок від Столаса призводить до того, що Бліц потрапляє в полон. Потім Бліца та Міллі прив’язують до стовпа, а Моксі тікає від дітей і вбиває Марту, рятуючи своїх друзів. Коли Бліц та Міллі повертаються до пекла, Моксі залишається, щоб убити решту сім’ї за те, що вони монстри. Однак потім він вирішує пощадити їх і просто залучити місцеву поліцію, сподіваючись, що сім'ю мирно заарештують. Натомість поліція підриває будинок з Ральфі та його дітьми, свідком чого стає Моксі. Повернувшись у пекло, Блітцо, Міллі, Луна та місіс Мейберрі святкують успіх місії, а Моксі травмований вбивством усієї родини. Музичні теми: «Teacher's Song» |            |                                                         |                 |                                 |                                                                       |                   |
| 2 | 2          | «Луу Луу Ленд»/«Loo Loo Land»                           | Вів'єн Медрано  | Вів'єн Медрано, Брендо Роджерс  | Сет Андерхольм, Зак Гірінг, Джесс Сімс, Пол Віллеко                   | 9 грудня 2020     |
| Дружина Столаса Стелла свариться з ним після того, як дізнається про роман Столаса з Блітцо. Бажаючи вибратися з дому, Столас бере свою примхливу доньку-підлітка Октавію в Loo Loo Land, парк розваг, який їй подобався у дитинстві, і наймає Б.І.С. охоронцем. Бліц наглядає за Столасом і Октавією, а Моксі та Міллі розважаються в парку. Столас бере Октавію подивитися шоу за участю аніматронного блазня Робо Фізза, але вона втікає, бо їй набрид постійний флірт її батька із Блітцо. Столас слідує за нею, залишаючи Блітцо, який вступає в бійку з Робо Фізз, його колишнім колегою. Столас слідує за Октавією на атракціон, де вона розповідає йому, що їхній дім більше не видається їй домом через суперечки батьків. Столас намагається пояснити свої невдалі стосунки з її матір’ю, але не може знайти для цього слів. Октавія зізнається, що вона боїться, що Столас залишить її задля Блітцо, але Столас запевняє її, що він ніколи її не покине. Після розмови Столас вирішує, що їм пора йти, оскільки Блітцо та Робо Фізз під час бійки спалює решту парку. Музичні теми: «You Will Be Okay» та «Loo Loo Land» |            |                                                         |                 |                                 |                                                                       |                   |
| 3 | 3          | «Всрата весна»/«Spring Broken»                          | Вів'єн Медрано  | Вів'єн Медрано, Брендо Роджерс  | Зі Чен, Адам Форд, Зак Гірінг, Аманда Херд, Лідія Лю                  | 31 січня 2021     |
| Місце для паркування компанії Б.І.С. викрадає колишня Блітцо, Веросика Мейдей, тож він кидає виклик їй та її групі суккубів: якщо Б.І.С. може вбити більше людей, ніж група Веросики може звабити за один день, то Веросика поступиться паркувальним місцем. Луна маскується під привабливу дівчину-гота, щоб заманювати жертв на пляжі для Б.І.С., а група Веросики гіпнотизує решту пляжників, аби вони почали кохатися. Луна намагається фліртувати з пекельним хортом Веросики, Вулканом, але згодом втручається Бліцо й між ним і Луною та Бліцом виникає сварка. Вона дорікає йому за те, що він ставиться до неї, як до дитини, і Блітцо в розпачі іде. Тим часом Моксі та Міллі беруть виклик у свої руки та продовжують вбивати людей, але тусовщики ловлять Моксі та кидають його в бочку з пивом. Поки Міллі рятує п’яного Моксі з бочки, з океану виходить риба, яка мутувала від банки пива, яку Веросика викинула в океан, та атакує пляж. Міллі вбиває рибу-монстра, а Блітцо використовує цей інцидент, аби шантажувати Веросику. Вулкан розбиває надії Луни, запрошуючи її на вечірку, яку влаштовує його дівчина. Веросику та її команду заарештовує людська поліція, тоді як Б.І.С. повертається до пекла, повертаючи паркувальне місце. Музичні теми: «Vacay to Bonetown»                                                   |            |                                                         |                 |                                 |                                                                       |                   |
| 4 | 4          | «О.Б.Е.Р.І.Г.»/«C.H.E.R.U.B.»                           | Вів'єн Медрано  | Вів'єн Медрано, Брендо Роджерс  | Сет Андерхольм, Томас Брукс, Кайл Буллок, Пол Віллеко                 | 14 березня 2021   |
| Б.І.С. наймає божевільний винахідник Макро Петельний задля убивства його бізнес-партнера Лайла Ліптона за те, що він приписав собі заслугу машини старіння, яка його вбила. Ліптон, на якого також вплинула машина, тепер древній старий, який більше не бачить сенсу в житті. У той момент, коли Ліптон збирається покінчити з собою, приходять три херувими, аби переконати його, що життя варте того, щоб жити. Вони намагаються показати йому різні радісні речі, такі як природа, дитяча невинність і любов, але Б.І.С. стежить за ними і саботує всі плани херувимів. Після того, як Б.І.С. зриває спробу допомогти Ліптону, між ними та херувимами починається бійка. Ліптон, бачачи, скільки неприємностей збираються заподіяти йому херувими та біси, усвідомлює важливість свого життя та вирішує, що хоче жити, але херувими випадково впускають на нього піаніно, яке розчавлює винахідника. Херувимів негайно виганяють з небес їхні начальники. Б.І.С. повертаються до пекла, гадаючи, що душа Ліптона потрапила на небеса. Однак у той момент, коли Макро свариться з ними через те, що вони не виконали роботу, Ліптон прибуває в пекло і мириться з Гупті. Музичні теми: «C.H.E.R.U.B. Jingle» |            |                                                         |                 |                                 |                                                                       |                   |
| 5 | 5          | «Фестиваль жнивного місяця»/«The Harvest Moon Festival» | Вів'єн Медрано  | Вів'єн Медрано, Брендо Роджерс  | Кайл Буллок, Зак Гірінг, Аріель Сомервіль, Нік Свіфт, Енг Вондра      | 30 квітня 2021    |
| Блітцо погоджується приєднатися до Столаса на Фестивалі Жнивного Місяця, фестивалі в Кільці Гніву Пекла. Б.І.С. зупиняється у батьків Міллі на час заходу. Моксі намагається справити враження на своїх свекрів, що дуже забавляє їхнього наймита Страйкера, який швидко подружився з Блітцо. Моксі, Бліц та Страйкер змагаються у щорічному родео Pain Games на фестивалі, причому Моксі швидко програє кожен з раундів. Після того як Бліц та Страйкер стають переможцями, перший запрошує другого приєднатися до Б.І.С. Зневірений Моксі повертається в будинок, де знаходить гвинтівку, що здатна вбивати вищих демонів і так дізнається, що Страйкер планує вбити Столаса. Моксі з Міллі не вдається зупинити Страйкера і він замикає їх у підвалі будинку. Моксі виривається з підвалу і вирушає на пошуки Страйкера. Коли Страйкер збирається вбити Столаса, Бліц протистоїть йому. Страйкер намагається переконати Блітцо обернутись проти Столаса та стати на його сторону. Прибуває Моксі й поранений Страйкер тікає. Пізніше в мотелі повідомляє Страйкер про невдалий замах своєму клієнту — дружині Столаса. Музичні теми: "Striker's Song" |            |                                                         |                 |                                 |                                                                       |                   |
| 6 | 6          | «Шукачі правди»/«Truth Seekers»                         | Вів'єнн Медрано | Вів'єнн Медрано, Брендо Роджерс | Саманта Еймс, Сет Андерхольм, Зак Гірінг, Аріель Сомервіль, Нік Свіфт | 21 серпня 2021    |
| Під час виконання завдання Блітцо та Моксі були схоплені агентами 1 і 2, членами таємної організації, які стежили за діями Б.І.С. на Землі. Їх доставляють на секретну базу і намагаються допитати, на що біси лише знущаються з них. Зрештою агенти використовують на Блітцо й Моксі газ-сироватку правди, намагаючись отримати відповіді; натомість це змушує бісів страждати від галюцинацій про їх особисті проблеми. Згодом, коли дія препарату зникає, вони примиряються в усіх непорозуміннях між ними. Тим часом Міллі та Луна проникають у заклад і пробиваються через натовпи агентів, щоб врятувати Бліца та Моксі. Коли демони об’єднуються, вони відбиваються від агентів, що залишилися і, хоча їм вдається вбити більшість з них, агенти 1 і 2 заганяють їх у кут і тримають під прицілом. Б.І.С. рятує Столас, який оволодіває агентом 2 і змушує мертвих агентів викликати його у плоті в наш світ. Столас та Б.І.С. повертаються до пекла, залишивши агентів 1 і 2 живими. Однак агенти виявляють, що камери спостереження зафіксували бійню на базі, тож тепер у них є достатньо доказів, щоб довести існування демонів. Музичні теми: "Moxxie's Bad Trip" |            |                                                         |                 |                                 |                                                                       |                   |
| 7 | 7          | «В Оззі»/«OZZIE’S»                                      | Вів'єн Медрано  | Вів'єн Медрано                  | Зак Гірінг, Аманда Херд, Емі Херд, Аріель Сомервіль                   | 31 жовтня 2021    |
| На річницю їхнього весілля Моксі веде Міллі до клубу, яким володіє Асмодей, демон високого сану в Хтивому Кільці Пекла. Блітцо намагається увійти в клуб за ними, але дізнається, що ресторан призначений лише для пар, тому він неохоче запрошує Столаса на побачення, що викликає велике хвилювання в того. Коли Моксі виходить на сцену, щоб виконати пісню про кохання, яку він написав для Міллі, його переривають Асмодей і клоун Фіцароллі, які сміються над його "рожевими шмарклями" та зазначають, що їхній заклад присвячений хіті та розпусті. Бліц намагається стати на захист Моксі, але Фіццароллі та Веросика всім розказують про його невдачі в любовному житті. Асмодей принижує Столаса через його роман із бідним імпом. Незважаючи на те, що Асмодей остаточно вигнав Моксі та Міллі з клубу, пісня Моксі була добре сприйнята іншими відвідувачами, і зрештою пара насолоджується своїм вечором. Тим часом пригнічені Бліц та Столас повертаються додому, де Бліц зривається на Столаса, переглядаючи старі фотографії своїх друзів і родини. Музичні теми: "House of Asmodeus" |            |                                                         |                 |                                 |                                                                       |                   |
| 8 | 8          | «Квін Бі»/«Queen Bee»                                   | Вів'єнн Медрано | Вів'єнн Медрано, Брендо Роджерс | Нік Свіфт, Кевін Славінські, Зак Гіринг та Аманда Херд                | 24 червня 2023    |
| Вортекс запрошує Луну на вечірку пекельних хортиць на колі Черевоугоддя. Дещо пізніше Вортекс знайомить Луну зі своєю дівчиною, Королевою Черевоугоддя, Вельзевул. |            |                                                         |                 |                                 |                                                                       |                   |

### Другий сезон (2022-2024)
| № | № в сезоні | Назва | Режисер        | Сценарій                                    | Розкадровка | Дата виходу       |
| --- | ---------- | --- | -------------- | ------------------------------------------- | --- | ----------------- |
| 9 | 1          | «Цирк»/«The Circus» | Вів'єн Медрано | Вів'єн Медрано, Адам Нейлан, Брендо Роджерс | Саманта Амбріц, Зак Гірінг, Лідія Лю                                                                                      | 30 липня 2022     |
| Юний Столас сумує у свій день народження після того, як його батько, вищий демон Паймон, оголосив про його заручини з жорстокою Стеллою з метою зачаття спадкоємця роду Ґоетія. Аби підняти Столасу настрій, Паймон веде його до цирку, де вони спостерігають за виступом Блітцо й Фіцароллі. Помітивши, що Столасу сподобався виступ Блітцо, Паймон «купує» його на один день у власника цирку, батька Блітцо Кеша Баксо, аби той міг розважати Столаса вдома. Перш ніж відправити маленького Бліца до маєтку Ґоетія, Кеш таємно наказує йому викрасти усі цінності, які він зможе знайти. Виконуючи це доручення, Бліц також поступово зближується зі Столасом, і вони стають друзями. Через 25 років Столас страждає у нещасливому шлюбі зі Стеллою. Під час вечірки Стелли під егідою "Досі не розлучені", Бліца впіймали на гарячому, коли він пробирався в будинок, аби викрасти гримуар, який довірили Столасу для виконання його роботи з досліджень земних небес. Впізнавши Блітцо, Столас виводить його з вечірки, що закінчується у його спальні. Втікаючи наступного ранку з гримуаром, Бліц каже Стеллі про них, після чого Столаса радісно оголошує про розлучення. У сьогоденні Столас все ще страждає від похмілля й розбитого серця після подій, що відбулися в Оззі. Стелла отримує задоволення від цього, що змушує Столаса нарешті огризнутися й сказати їй покинути його назавжди, адже досі він терпів усі приниження лише заради того, щоб у їх дочки Октавії було нормальне життя. Стелла погоджується, але клянеться, що Столас заплатить за свої дії. Музичні теми: «Stolas Sings» |            | |                |                                             | |                   |
| 10 | 2          | «Бачивши зірки»/«Seeing Stars» | Вів'єн Медрано | Адам Нейлан                                 | Гевін Арукан, Марія Харламова та Софія Магалланес Моралес                                                                 | 19 жовтня 2022    |
| Октавія в захваті від чарівного зорепаду, який Столас пообіцяв показати її у дитинстві, але її батько, зайнятий шлюборозлучним процесом зі Стеллою, забуває про обіцянку. Розчарована Октавія викрадає Гримуар у Б.І.С. і намагається прочитати заклинання, аби "побачити зірки", але замість космосу опиняється в Лос-Анджелесі. Б.І.С. разом із Столасом, вирушає на її пошуки, але зрештою вони розділяються після того, як Моксі відволікають вуличні торговці, які намагаються продати йому сувеніри, що змушує Міллі залишитися з ним, а Блітцо помилково приймають за відомого голлівудського актора та повертають назад у студію. щоб зняти епізод ситкому. Столас представляється його агентом. Бліц долає свій страх виступати перед публікою, але викликає переполох, коли відмовляється віддати дівчинці-акторці собаку, яка нагадує йому Луну, та руйнує студію. Тим часом Луна відстежує Октавію за допомогою фотографій, які вона опублікувала в Sinstagram (пародія на Instagram, sin англ. - "гріх"), і вони розмовляють про своїх батьків. Луна заохочує Октавію пробачити Столаса, тому що він докладає всіх зусиль, аби бути хорошим батьком. Тоді вони возз’єднуються з Блітцо і Столасом, Октавія примиряється зі своїм батьком і вони разом насолоджуються феєрверком. Б.І.С., Столас і Октавія повертаються до пекла, а розчарована Міллі змушує Моксі кинути всі сувеніри, які він купив. Музичні теми: «Til the Day We Die» |            | |                |                                             | |                   |
| 11 | 3          | «Ох вже ці колишні»/«Exes and Oohs» | Вів'єн Медрано | Адам Нейлан                                 | Аріель Сомервіл, Саманта Амбріц, Аманда Херд і Каден Вестбрук                                                             | 11 березня 2023   |
| Крімсон — батько Моксі та голова мафії має намір насильно видати сина заміж за акулу Чаза, щоб отримати його багатства. Сам Моксі та Чаз колись були коханцями до зради Чаза. Моксі та Міллі повинні врятувати один одного. |            | |                |                                             | |                   |
| 12 | 4          | «Західний мотив»/«Western Energy» | Вів'єн Медрано | Брендо Роджерс                              | Аріель Сомервіл, Саманта Амбріц, Аманда Херд і Каден Вестбрук                                                             | 20 травня 2023    |
| Стелла та її брат Андреальфус роблять засідку Столасу, і незабаром його ловить у полон Страйкер, маючи намір вбити його. Столас просить допомоги у Блітца, але той довіряє це завдання Моксі та Міллі, адже сам веде свою дочку, Луну, на укол від сказу. Пізніше Андреальфус все ж таки повідомляє Стеллі, що, якщо Столас помре, то його сила перейде до їхньої доньки (примушуючи її зрозуміти, що вона нічого не отримає); тому вона просить Страйкера пощадити його. Потім Страйкер бореться з Міллі і Моксі, що раптово прибули, але незабаром втікає від них, залишивши Столаса живим, але важко пораненим. |            | |                |                                             | |                   |
| 13 | 5          | «Нещастя у таборі»/«Unhappy Campers» | Вів'єн Медрано | Адам Нейлан                                 | Едді Мід, Аманда Херд, Нік Свіфт, Гевін Арукан, Анна Ленсіоні та Ніколь Родрігес                                          | 8 липня 2023      |
| Моксі отримує шанс очолити місію I.M.P. вперше і все йде не зовсім так, як і планувалося. Тим часом Блітц розшукує свою сестру Барбі Вайр, з якою він хоче спробувати налагодити свої стосунки. Вона ж у свою чергу відмовляється його прощати. Пісні: «Ти маєш силу»/«You Got the Power», «Всі, подивіться на мене!»/«Everybody, Look at Me» (Виконавці: Моксі); «Звичайний хлопак»/«Regular Joe» (Виконавці: Міллі); |            | |                |                                             | |                   |
| 14 | 6          | «Уупс»/«Oops» | Вів'єн Медрано | Вів'єн Медрано                              | Ніколь Родрігес та Марія Харламова                                                                                        | 9 вересня 2023    |
| Блітца та Фіззароллі викрадають Страйкер та Крімсон, які вимагають від Асмодея великий викуп в обмін на визволення Фіззароллі. Оскільки більше ніхто не може прийти їм на допомогу, Блітц і Фіззароллі змушені об'єднатися разом, щоб врятуватися. Тим часом Столас вирішує відвідати Асмодеуса, щоб попросити в нього кристала, який дозволить Блітцу вільно переміщатися між Пеклом і Землею. Пісні: «Дивись на це!»/«Look At This» (Виконавці: Фіззароллі); |            | |                |                                             | |                   |
| 15 | 7          | «Чудовий та неймовірний музичний спецвипуск Маммона у середині сезону (ft Фіззароллі)»/«Mammon's Magnificent Musical Mid-Season Special (ft Fizzarolli)» | Вів'єн Медрано | Вів'єн Медрано                              | Аманда Херд, Нік Свіфт та Кевін Славінські                                                                                | 29 жовтня 2023    |
| Фіззароллі бере участь у конкурсі клоунів, що проводиться самим Маммоном, Королем кола Жадібності. Блітц, якого запросили служити охоронцем Фіззароллі, також намагається переконати свого друга розірвати зв'язки із жадібним Маммоном. Пісні: «2 хвилинки уваги»/«2 Minutes Notice» (Виконавці: Фіззароллі); «Кривенький»/«Crooked» (Виконавці: Фіззароллі, Асмодей); «Клоуни сука»/«Klown Bitch» (Виконавці: Глітц, Глам); «Жанглювання то круто»/«Juggling Iz Cool» (Виконавці: Диктор) |            | |                |                                             | |                   |
| 16 | 8          | «Повний місяць»/«The Full Moon» | Вів'єн Медрано | Вів'єн Медрано, Адам Нейлан                 | Гевін Арукан, Саманта Еймс                                                                                                | 31 жовтня 2024    |
| Блітц готується до своєї щомісячної ночі зі Столасом. Тим часом C.H.E.R.U.B і D.H.O.R.K.S об'єднуються, щоб вистежити його, але їх зупиняють Моксі, Міллі та Луна. Вони вступають у жорстоку битву, але зрештою херувими зазнають поразки і вирушають назад на Землю. Блітц зустрічається зі Столасом, останній дарує йому кристал Асмодея який дає можливість переміщуватись між Землею та Пеклом. Блітц вважаючи це жартом, ображає Столаса. Пісні: «Коли побачу його»/«When I See Him» (Виконавці: Столас, Блітц) |            | |                |                                             | |                   |
| 17 | 9          | «Тур вибачень»/«Apology Tour» | Вів'єн Медрано | Вів'єн Медрано                              | Гевін Арукан, Софія Джамалі Магальянес Моралес, Лідія Лью, Анна Ленсіоні                                                  | 22 червня 2024    |
| Після чергової сварки зі Столасом, Блітц вирушає в «тур вибачень», де вибачається перед тими, кому раніше завдав зло. Кульмінацією туру стає Геллоувінська вечірка на Землі, організована Веросікою Мейдей, присвячена ненависті до Блітца за його минулі діяння. На вечірку запросили і Столаса, який виконав музичний номер про свої почуття до Блітца, і замаскований Блітц стає свідком цього виступу. Блітц усвідомлює свої помилки і щиро вибачається перед Столасом та Веросікою, перш ніж залишити вечірку. Пісні: «Все для тебе»/«All 2 U» (Виконавці: Столас, Веросіка Мейдей, Вортекс); «Через тебе»/«Over You» (Виконавці: Веросіка Мейдей) |            | |                |                                             | |                   |
| 18 | 10         | «Примаротра**ачі»/«Ghost**kers» | Вів'єн Медрано | Брендон Роджерс                             | Гевін Арукан, Ніколь Родрігес, Аманда Херд                                                                                | 31 жовтня 2024    |
| Після розлучення зі Столасом, Блітц починає витрачати весь бюджет компанії, намагаючись впоратися зі своєю депресією. I.M.P наймається вбити ціль у готелі з привидами. Блітц починає переслідувати демона, який убив клієнта, попутно зображуючи з себе ведучу телешоу про мисливця за привидами, яка спить із привидами. Зрештою Міллі втомлюється від витівок Блітца, і вони вирішують розійтися. Демон знаходить Блитца і вирішує психологічно мучити його. Емоційно розбитого Блитца знаходить Міллі і вирішує підтримати його, нагадуючи про те, як вони вперше зустрілися і створили I.M.P разом з Моксі та Луною, переконавши його, що він допоміг зробити її життя кращим. Після розмови вони виявляють, що господар готелю Роландо – демон із кільця Заздрості, і саме він відповідальний за вбивство їхнього клієнта. Роландо знову вселяється в Блітца і продовжує психологічно катувати його, але Міллі ударами вдається вигнати Роландо з тіла Блітца. Прийшовши до тями, Блітц вбиває Роландо і повертається додому разом з Міллі. Пісні: «Я хочу трахнути привида»/«I Wanna Fuck a Ghost» (Виконавці: Невідомий чоловік, Бетані Примаротрах); «Моторошне кохання»/«A Spooky Kind of Love» |            | |                |                                             | |                   |
| 19 | 11         | «Організатор»/«Mastermind» | Вів'єн Медрано | Вів'єн Медрано                              | Саманта Амбріц, Кевін Славінскі, Марія Харламова                                                                          | 29 листопада 2024 |
| Андреальфус дізнається від Стелли про незаконну угоду Столаса та Блітца. У результаті Андреальфус вирішує засудити I.M.P. та Блітца. Згодом їх заарештовують та приводять до суду під владою Сатани, гріха гніву. Також на засіданні присутні шість інших смертних гріхів (Окрім Люцифера, так як він у глибокій дипресії за інформацією з "Готелю Хазбін") та Демони «Гоетії», у тому числі сам Андреальфус і Вассаго. Незважаючи на те, що Асмодей, Вельзевул та Вассаго виступили на підтримку I.M.P. і Столаса, Андреальфус все одно наполягає на страті Блітца, виставляючи його агресором в угоді зі Столасом і звинувачуючи у тому, що він найняв Страйкера для його вбивства. Сатана готується до публічної страти Блітца, яку транслюють по всьому Пеклу, що привертає увагу Столаса, який вирішується втрутитися в засідання для того, щоб врятувати Блітца, взявши на себе відповідальність за їхню угоду. Сатана вирішує пощадити Блітца і покарати Столаса, позбавивши його влади та свого статусу на сто років, Андреальфусу вдається хитрістю переконати Сатану дозволити йому зайняти місце Столаса. Оскільки це транслювалося по телебаченню, Блітц та I.M.P. стали знаменитостями серед своїх побратимів-бісів, тоді як Столас піддався гейту. Блітц і Луна вирішують дати притулок Столасу у себе вдома. Проте Столас впадає у дипресію. Пісні: «Геній, режисер»/«Mastermind» (Виконавці: Столас, Блітц, Сатана) |            | |                |                                             | |                   |
| 20 | 12         | «Гріздво»/«Sinsmas» | Вів'єн Медрано | Вів'єн Медрано                              | Гевін Арукан, Аманда Херд, Лідія Лью, Анна Ленсіоні, Софія Джамалі Магальянес Моралес, Юлія В. Бебішева, Кевін Славінські | 21 грудня 2024    |
| На Гріхздво Блітц, бажаючи підтримати Столаса, пропонує йому посаду нового секретаря в I.M.P. Столас, у свою чергу, намагається відновити зв'язок із Октавією, але не може до неї додзвонитися. Пізніше I.M.P. отримує замовлення на вбивство колишнього чоловіка клієнтки, який розпочав нове життя з іншою людиною та їхніми дочками. Проте Блітц почувається незручно, спостерігаючи, як сім'я разом відзначає свято, і вирішує скасувати замовлення. Тим часом Октавія знаходить у свого батька таємний запас антидепресантів, що змушує її задуматися про те, що він був нещасним поруч із нею. Коли Столас намагається відвідати її, Андреальфус зупиняє його, і між ними виникає конфлікт, який пізніше втручається I.M.P. Октавія припиняє бійку, не бажаючи, щоб Столас постраждав, але зрештою вирішує зректися свого батька за те, що він обрав Блітца замість своєї сім'ї. Пізніше, коли I.M.P. відзначає Гріхздво, Міллі дізнається, що вагітна, але вирішує приховати цю новину від Моксі. У цей час Блітц і Столас зближуються на ґрунті того, що їхні сім'ї відкинули обох. Пісні: «День за днем»/«Day By Day», «Зі мною все буде добре»/«I Will Be Okay» (Октавія), «Гріхздвяна вечірка (Я вб'ю тебе)»/«A Sinsmas Party (I'll Murder You)» (Веросика Мейдей), «Щасливого Гріхздва»/«Merry Sinsmas». |            | |                |                                             | |                   |

## Робота над проєктом та прем'єра
У червні 2019 року Медрано оголосила, що працює з Ерікою Ліндбек, Броком Бейкером і Брендо Роджерсом над «новим проектом». У серпні того ж року вона виклала ілюстрації з концептами головних героїв. У пілотному випуску за актора озвучування взяли Келлена Гоффа, а озвучку ставили Медрано та Рік Зіфф. Компанія Horseless Cowboy допомагала Медрано озвучувати перший сезон, а Річард Горвіц і Медрано керували озвученням. Лукас Бермудес із Screen Rant назвав успіх Hazbin Hotel єдиною причиною, чому Helluva Boss отримав зелене світло. У якийсь момент Роджерс попросив Джинкс Монсун озвучити персонажа в Helluva Boss, але Монсун натомість захотіли озвучити «стандартних персонажів», тож зрештою вони співпрацювали у озвученні різних фонових і епізодичних ролей у першому сезоні шоу.
25 листопада 2019 року пілот був випущений на YouTube-каналі Вів'єнн Медрано VivziePop. Медрано долучилася до цього епізоду як режисер, сценарист і аніматор. Створення нових епізодів почалося в грудні 2019 року, було замовлено 8 епізодів. 
У червні 2020 року Медрано заявила про свій намір представити більше чорношкірих персонажів у Helluva Boss і Hazbin Hotel твітом, де вона закликала темношкірих аніматорів поділитися з нею своїми роботами, аби в майбутньому найняти їх для роботи над серіалом. Через кілька місяців, у серпні 2020 року, було завершено запис перших восьми епізодів 1 сезону, і Лукас Бермудес із Screen Rant застеріг, що більшість епізодів Helluva Boss буде випущено на YouTube «як вебсеріал» через пандемію COVID -19.
31 жовтня 2020 року вийшла перша серія 1 сезону. В епізоді Роджерс і Горвіц повертаються як Блітцо та Моксі, Ліндбек повертається як Луна, у ролі Міллі ж її замінює Вівіан Ніксон. Бейкера замінив Брюс Пінкхем у ролі Столаса. Серед запрошених зірок епізоду — Джинкс Монсун, Мара Уілсон і Максвелл Атомс. Того ж дня Джефферсон Фрідман випустив сингл із саундтреку до першого епізоду під назвою «Stolas Speaks». Медрано поділилася кількома тизерами до шоу у своїх облікових записах Instagram і Twitter під час роботи над шоу.
31 січня 2021 року YouTube обмежив за віком третю серію серіалу. У відповідь розважальний сайт Newgrounds запропонував розмістити нецензуровану версію епізоду та рекламувати її за допомогою «банера на першій сторінці», що зацікавило Медрано. Вікове обмеження для епізоду на YouTube було знято наступного дня.
Медрано розповіла Insider, що Helluva Boss залишається сюжетно незалежним від Hazbin Hotel, заявивши, що має намір залишати це так, «поки аудиторія хоче це бачити», додавши, що у неї є «план, де історія продовжується і закінчується».
У лютому 2022 року в офіційному обліковому записі Helluva Boss у Twitter було оголошено, що фінал першого сезону вийде «незабаром», але це займе більше часу, ніж очікувалося, а також було зазначено, що другий сезон у процесі.
3 червня 2022 року Twitter-акаунт Helluva Boss сповістив про те, що останній епізод 1 сезону було відкладено. Там же оголошено, що натомість 30 липня 2022 року серіал перейде до 2 сезону, заднім числом зробивши 7 епізод «ОЗЗІ» фіналом 1 сезону. Натомість оригінальний фінал 1 сезону буде випущено пізніше як окремий спеціальний випуск. 

### Представлення ЛГБТК+
Helluva Boss має різноманітних ЛГБТК+ персонажів, зокрема бісексуального демона на ім’я Моксі та пансексуального демона на ім’я Блітцо. Ще один демон на ім’я Столас відноситься до ЛГБТК+ через його стосунки як з чоловіками, так і з жінками. Медрано також позитивно відреагував на ідею фанатів про ситком, дія якого відбувається в альтернативному всесвіті, де Блітцо та Столас — «двоє самотніх татусів, які одружуються». У епізоді «The Harvest Moon Festival» представлено озвученого транс-жінкою Морганою Ігніс персонажа Саллі Мей — сестру Міллі, про яку було підтверджено в офіційному Twitter серіалу, що вона трансгендер.

## Інші медіа

### Музичне відео "Oh Millie"
14 лютого 2020 року на YouTube було завантажено анімований кліп під назвою «Oh Millie», який розповідає про подружнє щастя Моксі та Міллі. У відео є пісня, написана Паррі Гріппом, з вокалом Хорвіца та Ліндбека. 
Український дубляж пісні вийшов на YouTube-каналі Lifecycle 14 лютого 2020 року. 14 лютого 2021 року на тому ж каналі Lifecycle вийшло відео під назвою "Oh Moxie" - це український кавер на пісню "Oh Millie", виконаний актрисою Міллі в українському дубляжі. Якщо в оригінальній пісні співає Моксі, який звертається до своєї коханої Міллі, то у кавері "Oh Moxie" вже Міллі звертається до свого коханого Моксі.

### Дубляж та озвучка
16 вересня 2020 року французький дубляж пілотного випуску було презентовано на YouTube-каналі VivziePop.
Український аматорський дубляж пілотного випуску вийшов на YouTube-каналі Lifecycle 1 грудня 2019 року. Пізніше на цьому ж каналі вийшли усі серії першого сезону серіалу в українському дубляжі. Однак після того як Вів'єн почала банити українців у Твіттері через захоплення однією провоєнною росіянкою, то студія Lifecycle вирішила відмовитись від дубляжу цього мультсеріалу.
Українська озвучка пілотного епізоду від "MariAm Project. Озвучення українською" була представлена 26 листопада 2019 року, а першого епізоду першого сезону — 11 листопада 2020 року. MariAm Project зробили закадрову озвучку першого сезону мультсеріалу. Але на даний момент перестали працювати над перекладом та озвучкою серіалу "Пекельний бос".

## Критика
Критики тепло зустріли Helluva Boss, даючи загальну похвалу за анімацію, персонажів, озвучку, пісні та гумор. У грудні 2019 року в статті про поточний стан анімації для дорослих анімаційний критик CBR Рубен Барон заявив, що, хоча пілотний епізод Helluva Boss отримав «виправдану критику» через свій «гострий» гумор, він все ще є «плодом чистої любові з точки зору анімації». Оцінка Тіто В. Джеймса на Comicon.com стверджувала, що демони, які мають доступ до порталу, який з’єднується з людською реальністю, «додають нову динаміку та дозріли для оповідного потенціалу». Подібним чином рецензент іспанського сайту Cafetoons похвалив персонажів за те, що вони представлені «дуже доречно», зберігаючи при цьому дорослий гумор і пісні, що чіпляють. Інші мультиплікатори також високо оцінили першу серію шоу. Було оцінено, що в кожному епізоді є «кілька музичних номерів», подібно до Animaniacs і Family Guy, і хоча другий епізод підіймав серйозніші теми, ніж попередні епізоди, все одно було багато «сміху та непристойних жартів». Те саме було сказано про третій епізод шоу, який, як сказав один рецензент, містив інші типи гумору, як-от «розбивання четвертої стіни та моргнув-і-пропустив візуальні ґеґи». 

### Нагороди та номінації
| Рік  | Нагорода          | Категорія                 | Номінант                                          | Результат  | посилання     |
| ---- | ----------------- | ------------------------- | ------------------------------------------------- | ---------- | ------------- |
| 2020 | Ursa Major Awards | Кращий драматичний серіал | Helluva Boss для "Murder Family" і "Loo Loo Land" | Номіновано | [ 40 ] [ 41 ] |
| 2021 | Ursa Major Awards | Кращий драматичний серіал | Helluva Boss                                      | Переможець | [ 42 ] [ 43 ] |